# Injury Reserve
Injury Reserve foi um grupo americano de hip hop formado em 2013 em Tempe, Arizona. O grupo era formado pelos rappers Stepa J. Groggs (Jordan Groggs), Ritchie with a T (Nathaniel Ritchie) e o produtor Parker Corey. 
Após a morte de Groggs em 2020 e o lançamento do segundo e último álbum de estúdio do grupo, By the Time I Get to Phoenix, os membros restantes se reagruparam sob o nome By Storm em julho de 2023. 

## História

### 2013–2014: início de carreira,Depth CharteCooler Colors
Injury Reserve foi formado em 2013 pelo produtor Parker Corey e pelos rappers Stepa J. Groggs e Ritchie with a T depois que Groggs fez uma aparição em uma mixtape de Ritchie produzida por Corey. Ritchie conheceu Corey através de um amigo em comum no ensino médio depois de procurar produtores, e conheceu Groggs no ensino médio quando Groggs trabalhava em uma loja Foot Locker em Phoenix.
Em 2013, o grupo lançou Depth Chart, sua mixtape conceitual de estreia com 15 faixas. Foi lançado um videoclipe de "Harvey Dent" para promover o projeto.  A maioria das faixas foi baseada na premissa de um jogador de basquete sendo convocado. A mixtape foi lançada através de plataformas digitais como Audiomack, mas foi retirada da lista após a subsequente atenção da mídia no Live from the Dentist Office de 2015. Foi um lançamento relativamente desconhecido, com muito pouca atenção da imprensa ou da mídia, o que não atraiu muita audiência.
Em 2014, o grupo lançou Cooler Colors, um EP de 7 faixas, liderado pelos singles "Black Sheep", "Groundhog Day" e "How Bout You".  Foi lançado através de plataformas digitais como Audiomack, mas foi retirado da lista da mesma forma que Depth Chart . O grupo não se refere a esses projetos como estreias, mas sim ao Live from the Dentist Office como estreia. 

Cooler Colors foi, principalmente, nós tentando replicar nossos artistas favoritos, e acabamos achando isso muito cafona. Quando eu e Parker criticávamos as pessoas, a gente falava "Nossa, aquele cara se parece com aquele outro cara" e então a gente percebeu que éramos muito hipócritas. "Live from the Dentist" foi mais como nós descobrindo o nosso próprio som, e é por isso que consideramos esse como, de fato, o primeiro projeto do Injury Reserve, pois a música era original e nos toca em nossas personalidades.

em uma entrevista de 2016 para o The Daily Texan

### 2015–2016:Live from the Dentist Office e Floss
Em 2015, o grupo lançou Live from the Dentist Office, sua mixtape de 11 faixas com participações de Chuck Inglish, Curtis Williams, Glass Popcorn e Demi Hughes.  A mixtape foi lançada através de múltiplas plataformas digitais como SoundCloud, iTunes, Tidal e Spotify.  Cópias físicas do projeto foram posteriormente vendidas na loja online da Injury Reserve.  Live from the Dentist Office recebeu, em sua maioria, elogios da crítica musical.
Em 15 de dezembro de 2016, Injury Reserve lança sua segunda mixtape intitulada Floss, lançada novamente através de uma variedade de plataformas digitais com aclamação semelhante. A mixtape contou com Vic Mensa e Cakes da Killa. Ambos os projetos foram gravados em um consultório odontológico pertencente ao avô do produtor Parker Corey. 

### 2017–2019:Drive It Like It's Stolen,contrato com Loma Vista,Injury Reserve

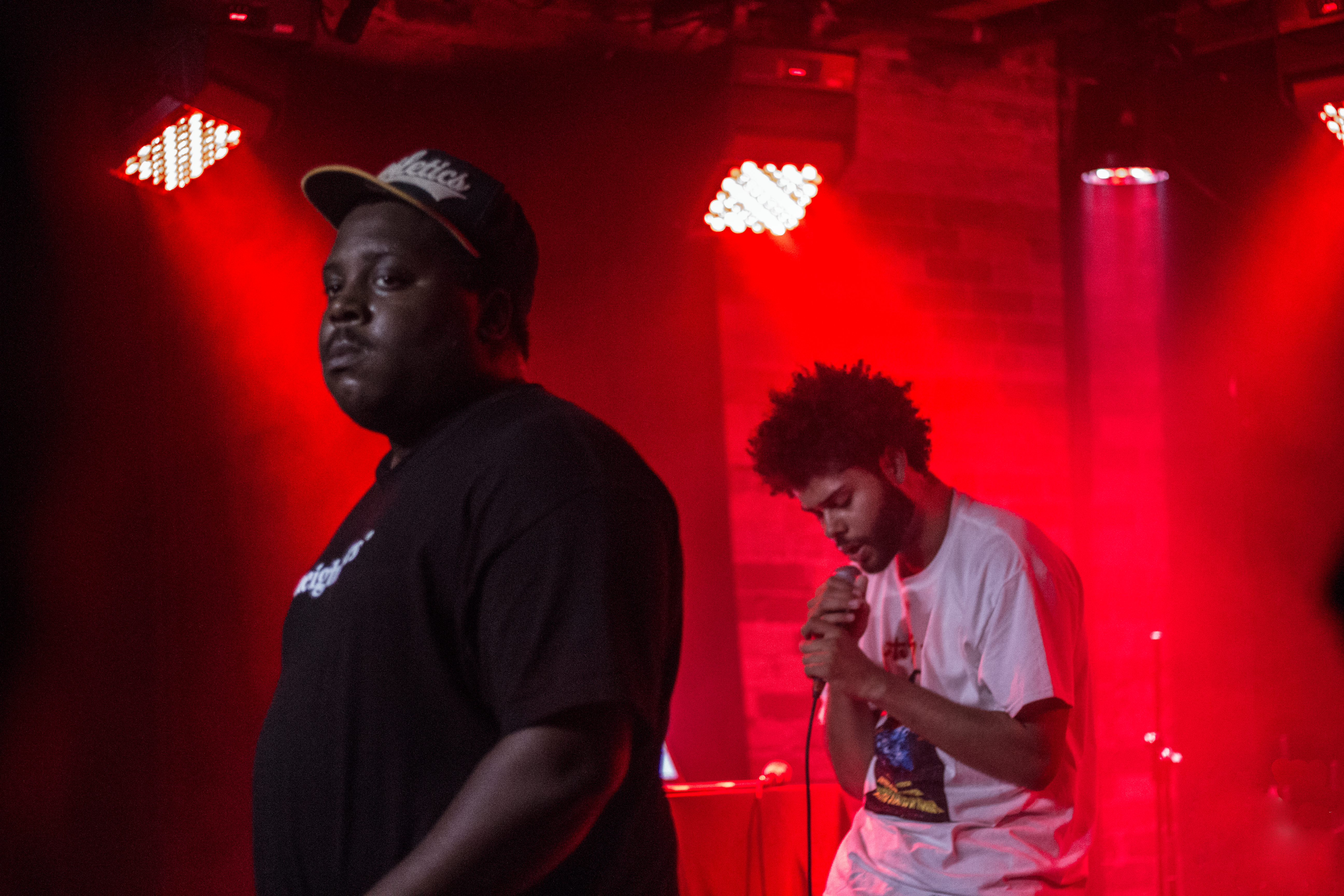
Stepa J. Groggs e Ritchie with a T em um show em Toronto.

Em 29 de setembro de 2017, o grupo lança um EP intitulado Drive It Like It's Stolen, precedido pelos singles "North Pole" (com participação de Austin Feinstein), "See You Sweat" e "Boom (X3)". Todos os singles foram lançados juntamente de videoclipes. Eles se juntaram a Ho99o9 e The Underachievers em turnês separadas em 2017. Em 2018, o grupo embarcou em sua primeira turnê como atração principal, acompanhado pelo artista de Indiana Freddie Gibbs em sua segunda metade, e participou do single "Campfire" de Aminé.
Em 6 de setembro de 2018, o grupo divulgou um comunicado em suas redes sociais, informando que assinou um contrato com a gravadora com Loma Vista, dirigida por A&R, Kyambo "Hip Hop" Joshua, e que lançariam seu álbum de estreia pela gravadora. Em 17 de maio de 2019, o grupo lança seu álbum de estreia autointitulado com críticas geralmente favoráveis. Após seu álbum de estreia, o grupo embarcou em uma turnê mundial como atração principal.

### 2020–2023: Morte de Stepa J. Groggs,By the Time I Get to Phoenix, dissolução do grupo eBy Storm
Stepa J. Groggs morreu em 29 de junho de 2020, aos 32 anos. O grupo anunciou sua morte em sua conta no Twitter, lamentando “um pai amoroso, companheiro de vida e amigo”.   Nenhuma causa de morte foi divulgada.  Desde a morte de Groggs, o grupo participou de canções de Dos Monos,  Tony Velour e Aminé. 
Em 15 de setembro de 2021, o grupo lançou seu segundo álbum de estúdio, By the Time I Get to Phoenix, liderado pelos singles "Knees" e "Superman That". O álbum apresenta o rapper ZelooperZ do Bruiser Brigade e foi desenvolvido por Zeroh.  Logo após o lançamento, o grupo embarcou em uma turnê mundial, ao lado de Slauson Malone e Colloboh na perna dos EUA. Inicialmente, Zeroh era o coadjuvante ao lado de Slauson Malone, mas foi substituído por Colloboh devido a circunstâncias imprevistas. 

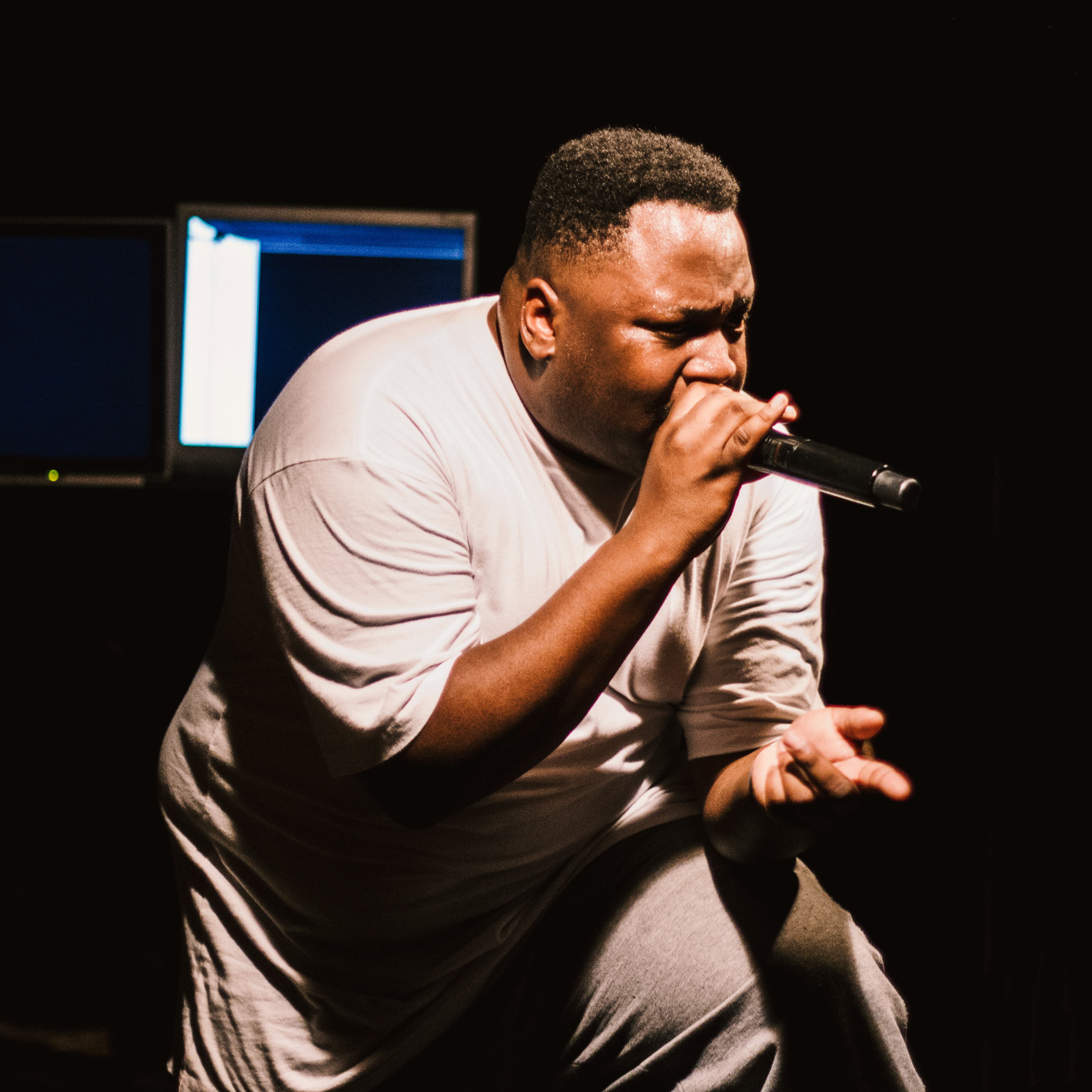
Stepa J. Groggs em um show em Toronto.

Em entrevista à Huck Magazine, o entrevistador Thomas Hobbs perguntou a Ritchie with a T se o grupo poderia continuar sem Groggs. Ritchie respondeu: “Posso imaginar [Groggs] brincando e dizendo: 'É melhor vocês continuarem fazendo isso!' . Mas também posso imaginá-lo dizendo: 'É melhor você não subir no palco sem mim!' . Ainda estamos descobrindo. . . Não tivemos uma conversa explícita sobre a continuação do grupo, mas eu e Parker continuaremos a criar juntos [de alguma forma]." 
Em 28 de setembro de 2022, o grupo lançou um remix de "Ghost" do músico pop experimental Body Meat, marcando seu primeiro lançamento desde By the Time I Get to Phoenix .
Em 6 de julho de 2023, o grupo confirmou em um stories no Instagram que não haveria nenhuma música nova de Injury Reserve daqui para frente, e que Ritchie e Corey continuariam a produzir músicas sob o nome de By Storm.  Em sua conta no Twitter, eles postaram um anúncio para a estreia de um videoclipe duplo. A primeira metade do vídeo é para "Bye Storm", a faixa final de By the Time I Get to Phoenix e anunciada como "a última música do Injury Reserve"; a segunda metade é para o single de estreia de By Storm, "Double Trio". 

## Membros

### Escalação final
- Ritchie with a T – vocais, gravação (2013–2023)
- Parker Corey – produção (2013–2023)

### Ex-membros
- Stepa J. Groggs – vocais (2013–2020; morto em 2020)

## Discografia

### Álbuns de estúdio
| Título                       | Detalhes do álbum |
| ---------------------------- | --- |
| Injury Reserve               | - Lançamento: 17 de maio de 2019 - Selo: Seneca Village e Loma Vista - Formato: Download digital, vinil, CD, cassete, streaming |
| By the Time I Get to Phoenix | - Lançamento: 15 de setembro de 2021 - Selo: Auto-lançado - Formato: Download digital, vinil, CD, cassete, streaming            |

### Mixtapes
| Título                       | Detalhes do álbum                                                                                       |
| ---------------------------- | --- |
| Depth Chart                  | - Lançamento: 30 de abril de 2013 - Selo: Auto-lançado - Formato: download digital                      |
| Live from the Dentist Office | - Lançamento: 22 de julho de 2015 - Selo: Auto-lançado - Formato: Download digital, vinil, streaming    |
| Floss                        | - Lançamento: 15 de dezembro de 2016 - Selo: Auto-lançado - Formato: Download digital, vinil, streaming |

### EPs
| Título                    | Detalhes do álbum                                                                                       |
| ------------------------- | --- |
| Cooler Colors             | - Lançamento: 18 de junho de 2014 - Selo: Auto-lançado - Formato: download digital                      |
| Drive It Like It's Stolen | - Lançamento: 29 de setembro de 2017 - Selo: Auto-lançado - Formato: Download digital, vinil, streaming |

### Participações especiais
| Título                                         | Ano  | Artista principal | Álbum                                   |
| ---------------------------------------------- | ---- | ----------------- | --------------------------------------- |
| "Mutual Destruction"                           | 2017 | TEEKS             | Singles sem álbuns                      |
| "Campfire"                                     | 2018 | Aminé             |                                         |
| "Talkin 'Greezy (Remix)"                       | 2018 | Cakes da Killa    |                                         |
| "745 sticky (Remix de Injury Reserve)"         | 2019 | 100 gecs          | 1000 Gecs and The Tree of Clues         |
| "Fetus"                                        | 2020 | Aminé             | Limbo                                   |
| "Robert"                                       | 2020 | Jockstrap         | Wicked City                             |
| "Aquarius"                                     | 2020 | Dos Monos         | Dos Siki                                |
| "TED TALK"                                     | 2020 | Tony Velour       | 3M                                      |
| "Ghost (Remix de Injury Reserve)"              | 2022 | Body Meat         | Single sem álbum                        |
| "Counting Sheep (V2) [Wav de exportação 2018]" | 2023 | Flume             | Things Don't Always Go The Way You Plan |

## Passeios
Principal
- Tour da Arena de Injury Reserve (2018) [29]
- Tour Mundial de Injury Reserve (2019) [30]
- By the Time I Get TOuring (2021) [31]
  - Etapa norte-americana (2021)
  - Etapa europeia (2022) [32]
  - Perna australiana (2022) [33]
- Turnê conjunta de Injury Reserve, Armand Hammer e AKAI SOLO (2022) [34]

Suporte
- Ho99o9 - Turnê dos Estados Unidos de Ho99o9 (2017) [35]
- The Underachievers - Turnê Renaissance (2017) [36]
- midi preto – West Coast North America Tour (2022) [37]
- IDLES – Tour Crawler (2022) [38]